# Tirgrund
Tirgrund, finska: Tiirakari, är en ö i Finland. Den ligger i Finska viken och i kommunen Helsingfors i den ekonomiska regionen  Helsingfors i landskapet Nyland, i den södra delen av landet. Ön ligger nära Helsingfors.
Öns area är 1,2 hektar och dess största längd är 150 meter i nord-sydlig riktning. Närmaste större samhälle är Helsingfors, 4,7 km norr om Tirgrund.